# Pavlo Jeljanov
Pavlo Volodymyrovyč Jeljjanov (ukr. Павло Володимирович Єльянов) (Harkiv, Ukrajina, 10. svibnja 1983.), ukrajinski je šahovski velemajstor. 
Najviši rejting u karijeri bio mu je 2761, koji je dosegao rujna 2010. godine. U rujnu 2011. rejting mu je po FIDE-i bio 2683, po čemu je bio 60. igrač na svijetu na FIDE-inoj ljestvici.